# Les Fresholtz
Les Fresholtz (* 21. Dezember 1931 in Los Angeles/Kalifornien; † März 2021) war ein US-amerikanischer Film- und Tontechniker, der nicht nur zweimal den Oscar, sondern auch den BAFTA Award für den besten Ton erhielt.

## Biografie
Les Fresholtz begann Ende der 1960er Jahre als Film- und Tontechniker bei Filmproduktionen Hollywoods und wirkte erstmals bei Head (1968) von Bob Rafelson bei der Erstellung eines Films mit.
Seine erste Oscar-Nominierung für den besten Ton erhielt er bei der Oscarverleihung 1970 zusammen mit Arthur Piantadosi für Verschollen im Weltraum. Danach folgten Nominierungen für den Oscar in der Kategorie bester Ton 1974 mit Richard Portman für Paper Moon (1973) und 1976 zusammen mit A. Piantadosi, Richard Tyler und Al Overton Jr. für 700 Meilen westwärts.
Bei der Oscarverleihung 1977 gewann er gemeinsam mit A. Piantadosi, Rick Alexander und James E. Webb den Oscar für den besten Ton in Die Unbestechlichen (1976). Zugleich war er mit diesen sowie Milton C. Burrow 1977 auch erstmals für einen British Academy Film Award (BAFTA Award) für den besten Ton nominiert.
1979 gewann er gemeinsam mit Sam F. Shaw, Robert R. Rutledge, Gordon Davidson, Gene Corso, Derek Ball, Don MacDougall, Bob Minkler, Ray West, Michael Minkler, Richard Portman und Ben Burtt den BAFTA Award für den besten Ton in Krieg der Sterne – Episode IV: Eine neue Hoffnung (1977).
Weitere Oscar-Nominierungen für den besten Ton folgten 1980 mit A. Piantadosi, M. Minkler und A. Overton Jr. für Der elektrische Reiter (1979), 1981 mit A. Piantadosi, M. Minkler und Willie D. Burton für Der Höllentrip (1980), 1983 mit A. Piantadosi, R. Alexander und Les Lazarowitz für Tootsie (1982), 1986 mit R. Alexander, Vern Poore sowie Bud Alper für Der Tag des Falken (1985), 1987 mit R. Alexander, V. Poore und Bill Nelson für Heartbreak Ridge (1986) sowie 1988 mit R. Alexander, V. Poore und B. Nelson für Lethal Weapon – Zwei stahlharte Profis (1987).
Bei der Oscarverleihung 1989 erhielt er zusammen mit R. Alexander, V. Poore und W.D. Burton für Bird (1988) seinen zweiten Oscar in der Kategorie bester Ton und war darüber hinaus für diesen Film gemeinsam W.D. Burton, Alan Robert Murray und Robert G. Henderson auch wiederum 1989 für den BAFTA Award für den besten Ton nominiert.
Für den Ton im Film Erbarmungslos (1992) war er mit V. Poore, R. Alexander und Rob Young zum einen 1993 für den Oscar in der Kategorie bester Ton, zum anderen auch wieder mit A.R. Murray, Walter Newman, R. Young, V. Poore und R. Alexander 1993 für den BAFTA Award für den besten Ton nominiert.
Fresholtz, der auch bei Ghostbusters – Die Geisterjäger (1984) als Tontechniker tätig war, arbeitete im Laufe seiner Karriere mit bekannten Filmregisseuren wie John Sturges, Peter Bogdanovich, Richard Brooks, Sydney Pollack, Ken Russell, Richard Donner, Alan J. Pakula, George Lucas und Clint Eastwood zusammen.
Die Gilde der Tontechniker, die Cinema Audio Society (CAS), verlieh ihm schließlich 1995 den Preis für sein Lebenswerk (Career Achievement Award).